# Fiordaliso
Marina Fiordaliso (Piacenza; 19 de febrero de 1956), más conocida como Fiordaliso, es una cantautora italiana de música pop rock.

## Primeros años de vida
Hija de Auro Fiordaliso y Carla Pozzi y la primera de 6 hijos, Marina comenzó a estudiar piano y canto a una edad muy temprana en el Conservatorio Giuseppe Nicolini de Piacenza. En 1971, a la edad de 15 años, quedó embarazada de su primer hijo Sebastiano que nació en Milán el 10 de febrero de 1972. Tiene otro hijo, Paolino nacido en 1989.

## Vida artística
La carrera de cantante de Fiordaliso comenzó a finales de los setenta cuando se incorporó a la orquesta de Bagutti, con la que grabó algunos discos; la suya es la voz principal de la canción I need the sea (1980), tema principal del álbum homónimo en el que canta muchas otras canciones.
En 1981, es descubierta por Salvatore De Pasquale (alias Depsa), comienza su carrera en solitario, con la participación en Castrocaro, donde presenta el tema Scappa vía, ubicándose en primer lugar, en pie de igualdad con Zucchero Fornaciari, autor de la canción. Aquí es donde los dos inician una colaboración que dará sus frutos en los próximos años. La canción con la que gana Castrocaro nunca se lanzará en un sencillo, sino que solo está presente en la Recopilación Castrocaro '81 publicada por Phonogram.

## Sencillos
- 1982 - Una sporca poesia / Il canto del cigno  (Durium)
- 1982 - Maschera / Il mago non c'è  (Durium)
- 1983 - Oramai / Il mago non c'è  (Durium)
- 1984 - Non voglio mica la luna / Un tipo  (Durium)
- 1984 - Li-be-llu-la / Terzinato  (Durium)
- 1985 - Il mio angelo / La nave bianca  (Durium)
- 1985 - Sola no, non ci sto / Sola no, non ci sto (strumentale)  (Durium)
- 1986 - Fatti miei / Un'altra storia d'amore  (Durium)
- 1986 - La vita è molto di più / Quando penso a te (con Pupo)  (BabyRecords)
- 1986 - Vive / La nave bianca  (Durium)
- 1987 - Il canto dell'estate / Volando sognando  (Durium)
- 1988 - Per noi / Per noi (strumentale)  (EMI)
- 1989 - Se non avessi te / Ora che ci sei  (EMI Italiana)
- 1990 - Cosa ti farei / Dietro lo specchio  (EMI)
- 1991 - Il mare più grande che c'è (I love you man) / Che ora è  (EMI)
- 1991 - Saprai (con Roby Facchinetti) / Il fiore bagnato  (EMI)
- 1991 - Saprai / Il portico di Dio / Saprai (strumentale)  (EMI, Germania)
- 1992 - Dimmelo tu perché / Fantasma / Io ci sarò  (EMI)
- 1997 - Disordine mentale / Donne sole in città (con Annalisa Cucchiara)  (NAR International)
- 1998 - Come si fa / Ahi ahi ahi / Medley  (NAR International)
- 2000 - Linda Linda (Arabian Song)  (CD sencillo)
- 2003 - Estate '83 (radio edit) / Estate '83 (Jamaica version) / Estate '83 (remix version)  (Sony Music) (CD singolo)
- 2007 - Io muoio / Yo me muero (con Gianni Fiorellino)
- 2008 - M'amo non M'amo / M'amo non m'amo (spanish version) (CD sencillo)
- 2009 - Canto del sole inesauribile/versione strumentale (CD sencillo)

## Sencillos en el extranjero
- 1984 - Yo no te pido la luna / Yo no te pido la luna (instrumental)  (Durium)
- 1985 - Sola no, yo no sé estar / Oltre il cielo  (Durium)
- 1986 - Desde hoy / Siento  (Durium)
- 1991 - I love you man (Il mare più grande che c'è) (edit version/sample vrs/paradise vrs) / Che ora è  (EMI, CD singolo)
- 1991 - I love you man (Il mare più grande che c'è) (sampled short vrs/paradise vrs/remixed long vrs) / E tu che guardi me  (EMI, maxisencillo)
- 1991 - El mar más grande que hay / El mar más grande que hay (instrumental)  (EMI)
- 1991 - Sabrás (con Riccardo Fogli) / Sabrás (instrumental)  (EMI)
- 1991 - Sposa di rosa / Il portico di Dio / E tu che guardi me  (EMI, Paesi Bassi)
- 1997 - Como te amaré / Sabrás / Y mi banda toca el rock  (EMI)

## Álbumes
- 1983 - Fiordaliso  (Durium, 1° album)
- 1984 - Non voglio mica la luna  (Durium, ristampa del precedente, con l'aggiunta della title-track)
- 1984 - Discoquattro  (Durium, Q-Disc)
- 1985 - A ciascuno la sua donna  (Durium, 2° album)
- 1985 - Fiordaliso - Dal vivo per il mondo  (Durium, album live)
- 1986 - Applausi a Fiordaliso  (Durium/Ricordi, ristampa del precedente, con l'aggiunta di Fatti miei e l'omissione di You know my way e Sola no, yo no sé estar)
- 1987 - Fiordaliso  (Durium, 3° album)
- 1989 - Io... Fiordaliso  (EMI, album/raccolta, con Per noi e 2 inediti)
- 1990 - La vita si balla  (EMI, 4° album)
- 1991 - Il portico di Dio  (EMI, 5° album)
- 1992 - Io ci sarò  (EMI, 6° album)
- 1994 - E adesso voglio la luna - I grandi successi  (Italfono/Sony Music, album/raccolta di successi, con 2 inediti e 9 remix - di cui Per noi e Se non avessi te in un unico medley)
- 1998 - Sei bellissima  (NAR International, album di cover/raccolta di successi, in italiano - versione italiana di Como te amaré del 1997)
- 2002 - Sei bellissima  (NAR International, ristampa del precedente, stesse tracce, ma in un diverso ordine)
- 2002 - Risolutamente decisa  (QAZIM/Columbia/Sony Music, album/raccolta di successi, con 3 inediti e 9 remix)
- 2004 - Come si fa  (NAR International, nuova ristampa di Sei bellissima + 2 inediti all'inizio, a cui seguono le altre tracce, nell'ordine del 1998)

## Álbumes en el extranjero
- 1984 - Yo no te pido la luna  (Durium, album en italiano y su idioma español, España y América Latina)
- 1985 - Fiordaliso  (Durium, album in español, México)
- 1986 - Fiordaliso canta en español  (album/raccolta en español, España y Sudamérica)
- 1986 - Otra historia de amor  (album/raccolta en español, España y Sudamérica)
- 1991 - Il portico di Dio  (EMI, album en italiano y en español, España e Sudamérica)
- 1997 - Como te amaré  (Divucsa/Musart, album di cover/raccolta de éxitos, en español, España / México - version española de Sei bellissima, 1998/2002)

## Recopilatorio
- 1995 - Fiordaliso - Il meglio - Volume 1  (D.V. More Records)
- 1995 - Fiordaliso - Il meglio - Volume 2  (D.V. More Records)
- 1995 - Fiordaliso - Il meglio - Volume 3  (D.V. More Records)
- 1995 - I grandi successi  (BMG)
- 1998 - I grandi successi di Fiordaliso  (BMG)
- 2002 - Fiordaliso - I grandi successi originali  (BMG Ricordi, doppia raccolta de éxitos del periodo 1982-1987 con la Durium + sigla TV «Domenica In '93»)
- 2004 - Made in Italy  (EMI, raccolta de éxitos del periodo 1990-1992 con la EMI)